# Veline - Striscia la Compilation
Veline - Striscia la Compilation è una compilation della serie Striscia la Compilation del programma televisivo Striscia la notizia, pubblicata nel 2008.

## Il disco
Questa compilation ha la particolarità di contenere due dischi: il primo è una raccolta delle canzoni ballate dalle veline di Striscia la notizia durante i loro stacchetti; il secondo è una raccolta delle sigle storiche del suddetto programma cantate dal Gabibbo, che vanno dal 1990 al 2007.
In alcuni siti web, nella tracklist di questa compilation compare la canzone "Panzadesgrazia", sigla di Striscia la notizia del 1996/1997, pur non essendo presente nel disco. Questa è l'unica sigla di Striscia la notizia che, ad oggi, non è mai stata ufficialmente pubblicata in alcun formato ma è stata usata nello stesso programma di Antonio Ricci.

## Tracce
CD 1 (Striscia La Compilation)
1. Rihanna - Don't Stop The Music
2. Kelly Rowland - Work
3. Ne-Yo - Closer
4. Sérgio Mendes - Funky Bahia
5. Sam Sparro - Black & Gold
6. Mariah Carey - Touch My Body
7. Britney Spears - Gimme More
8. Laurent Wolf - No Stress
9. Mika - Love Today
10. The Pussycat Dolls - Don't Cha
11. Moby - Disco Lies
12. Janet Jackson - Feedback
13. Nelly Furtado - Maneater
14. Bob Sinclar - Rock This Party
15. Yves Larock - Rise Up
16. Ida Corr - Let Me Think About It
17. Get-Far - Shining Star
18. Alex Gaudino - Destination Calabria
19. Martin Solveig - C'Est La Vie
20. DJ Brizi - Remedios
21. Shaggy - Feel The Rush

CD 2 (Le Sigle Di "Striscia La Notizia" Cantate Dal Gabibbo)
1. Ti Spacco La Faccia (1990-1991)
2. Ma Sei Scemo (1991-1992)
3. Le Tasse (1992-1993)
4. Hai Capito Cocorito (1993-1994)
5. Fu Fu Dance (1994-1995)
6. La Rumenta (1995-1996)
7. Caramelle (1997-1998)
8. I Nostri (1998-1999)
9. Puzzoni (1999-2000)
10. Formaggi Selvaggi (2000-2001)
11. Euregghe (2001-2002)
12. Specchietti (2002-2003)
13. Sirenone (2003-2004)
14. Menti Brulicanti (2004-2005)
15. Le Cozze (2005-2006)
16. Mazzacherè (2006-2007)
17. La Tribù - Canzone Pop...ulista (2007-2008)